# Municipio de Cass (condado de Harrison)
El municipio de Cass (en inglés: Cass Township) es un municipio ubicado en el condado de Harrison en el estado estadounidense de Iowa. En el año 2010 tenía una población de 236 habitantes y una densidad poblacional de 2,52 personas por km².

## Geografía
El municipio de Cass se encuentra ubicado en las coordenadas 41°38′45″N 95°36′58″O / 41.64583, -95.61611. Según la Oficina del Censo de los Estados Unidos, el municipio tiene una superficie total de 93.48 km², de la cual 93,47 km² corresponden a tierra firme y (0 %) 0 km² es agua.

## Demografía
Según el censo de 2010, había 236 personas residiendo en el municipio de Cass. La densidad de población era de 2,52 hab./km². De los 236 habitantes, el municipio de Cass estaba compuesto por el 98,73 % blancos, el 0,42 % eran de otras razas y el 0,85 % eran de una mezcla de razas. Del total de la población el 0,42 % eran hispanos o latinos de cualquier raza.